# AFCチャンピオンズリーグ2014 グループリーグ
AFCチャンピオンズリーグ2014 グループリーグ (AFC Champions League 2014 group stage)は、2014年2月25日から4月23日まで開催されたAFCチャンピオンズリーグ2014 本戦の第1ステージである。予選プレーオフを勝ち抜いた8チームと、直接本戦出場権を獲得した24チームの計32チームで行われる。各グループを勝ち抜いた16チームが決勝トーナメントへ進出する。

## 抽選
組み合わせ抽選会は2013年12月10日にクアラルンプールのAFCハウスにて行われた。その模様はAFCの公式YouTubeチャンネルでライブ配信された。参加する32チームは4チームずつ8組に分かれる。同一協会に所属するチームが同じグループに入ることはない。グループステージはラウンドロビン方式で6試合を戦う。

カントリーポットの抽選結果が以下の通りである
| 地区   | ポジション     | カントリー ポット |
| ------ | -------------- | ----------------- |
| 西地区 | A1, B2, C3, D4 | イラン            |
| 西地区 | B1, C2, D3, A4 | サウジアラビア    |
| 東地区 | E1, F3, G3, H4 | 韓国              |
| 東地区 | F1, G2, H3, E4 | 日本              |

括弧内の打ち消しされたクラブは抽選時のクラブである
| 地区   | グループ | 1                    | 2                              | 3                          | 4                                |
| ------ | -------- | -------------------- | ------------------------------ | -------------------------- | -------------------------------- |
| 西地区 | A        | エステグラル         | アル・ラーヤン                 | アル・ジャジーラ           | アル・シャバブ                   |
| 西地区 | B        | アル・ファティフ     | フーラード                     | アル・ジャイシュ (PO1勝者) | ブニョドコル                     |
| 西地区 | C        | アル・アイン         | アル・イテハド                 | トラークトゥール           | レフウィヤ (PO2勝者)             |
| 西地区 | D        | アル・サッド         | アル・アハリ                   | アル・ヒラル               | セパハン                         |
| 東地区 | E        | 浦項スティーラース   | ブリーラム・ユナイテッド       | 山東魯能                   | セレッソ大阪                     |
| 東地区 | F        | サンフレッチェ広島   | セントラルコースト・マリナーズ | FCソウル                   | 北京国安 (PO1勝者)               |
| 東地区 | G        | 広州恒大             | 横浜F・マリノス                | 全北現代モータース         | メルボルン・ビクトリー (PO2勝者) |
| 東地区 | H        | ウェスタン・シドニー | 貴州人和                       | 川崎フロンターレ           | 蔚山現代                         |

## 順位決定方法
各グループの上位2チームがラウンド16に進出する。勝ち点は勝利3、引き分け1、敗退0として計算を行う。各グループで勝ち点が同点のチームが2つ以上ある場合は、以下の順に比較して順位を決定する
1. 当該チーム同士の対戦における、勝ち点の多少
2. 当該チーム同士の対戦における、得失点差(アウェイゴールは不適用)
3. 当該チーム同士の対戦における、ゴール数の多少(アウェイゴールは不適用)
4. 当該チームの全試合における、得失点差
5. 当該チームの全試合における、ゴール数の多少
6. ここまで参照し、それでも2クラブが差がつかず、さらにその両方が同じ試合会場にいる場合は、PK戦を行う。
7. 警告および退場処分になった回数をポイント化 (警告＝1ポイント、2回目の警告による退場＝3ポイント、いわゆる一発退場＝3ポイント、警告に続いて退場＝4ポイント)し、ポイントの少ない方を上位とする
8. 抽選

## グループステージ

### 西地区

#### グループA
| チーム           | 試 | 勝 | 分 | 敗 | 得 | 失 | 差 | 点 |
| ---------------- | -- | -- | -- | -- | -- | -- | -- | -- |
| アル・シャバブ   | 6  | 5  | 0  | 1  | 12 | 9  | +3 | 15 |
| アル・ジャジーラ | 6  | 3  | 1  | 2  | 12 | 10 | +2 | 10 |
| エステグラル     | 6  | 2  | 1  | 3  | 7  | 7  | 0  | 7  |
| アル・ラーヤン   | 6  | 1  | 0  | 5  | 9  | 15 | −6 | 3  |

| 2014年2月25日 19:30 UTC+3:30 |

| エステグラル | 0 - 1    | アル・シャバブ |
|              | レポート | ハリリ 58分    |

| アザディ・スタジアム, テヘラン 観客数: 23,300人 主審: 譚海 |

| 2014年2月25日 19:20 UTC+4 |

| アル・ジャジーラ                        | 3 - 2    | アル・ラーヤン                          |
| カイセド 3分 · バラダ 9分 · ラビア 73分 | レポート | ルチョ・ゴンサレス 59分 · ウチェ 90+2分 |

| ムハンマド・ビン・ザーイド・スタジアム, アブダビ 観客数: 13,528人 主審: ナワフ・シュクララ |

| 2014年3月11日 18:30 UTC+3 |

| アル・ラーヤン | 1 - 0    | エステグラル |
| ウチェ 14分    | レポート |              |

| アフメド・ビン＝アリー・スタジアム, アル・ラーヤン 観客数: 2,394人 主審: ピーター・グリーン |

| 2014年3月11日 20:25 UTC+3 |

| アル・シャバブ | 1 - 3    | アル・ジャジーラ                               |
| オタイフ 53分  | レポート | マブフート 7分 · カセム 12分 · ジュシレイ 56分 |

| キング・ファハド国際スタジアム, リヤド 観客数: 4,286人 主審: ストレバー・デロフスキー |

| 2014年3月18日 19:30 UTC+3:30 |

| エステグラル                  | 2 - 2    | アル・ジャジーラ |
| ガジ 17分 · オムランザデ 65分 | レポート | バラダ 6分, 56分 |

| アザディ・スタジアム, テヘラン 観客数: 6,350人 主審: ヘッティカムカナムジェ・ペレラ |

| 2014年3月18日 20:30 UTC+3 |

| アル・シャバブ                                                   | 4 - 3    | アル・ラーヤン                       |
| アル・マルシャディ 3分 · オタイフ 22分 · ラフィーニャ 48分, 56分 | レポート | ウチェ 9分, 41分 · アル・コルビ 18分 |

| キング・ファハド国際スタジアム, リヤド 観客数: 4,680人 主審: 東城穣 |

| 2014年4月2日 18:45 UTC+3 |

| アル・ラーヤン | 0 - 2    | アル・シャバブ                         |
|                | レポート | アル・メヒアニ 7分 · ファラータ 90+2分 |

| アフメド・ビン＝アリー・スタジアム, アル・ラーヤン 観客数: 729人 主審: キム・ジョンヒョク |

| 2014年4月2日 19:40 UTC+4 |

| アル・ジャジーラ | 0 - 1    | エステグラル |
|                  | レポート | ガジ 69分    |

| ムハンマド・ビン・ザーイド・スタジアム, アブダビ 観客数: 13,550人 主審: 金東進 |

| 2014年4月16日 18:55 UTC+3 |

| アル・ラーヤン              | 2 - 3    | アル・ジャジーラ                                   |
| ヤクブ 48分 · ハルーン 53分 | レポート | バラダ 45分 · マブフート 60分 · 趙容亨 90分 (o.g.) |

| アフメド・ビン＝アリー・スタジアム, アル・ラーヤン 観客数: 950人 主審: アブドゥッラー・アル・ヒラリ |

| 2014年4月16日 20:35 UTC+3 |

| アル・シャバブ                             | 2 - 1    | エステグラル  |
| メネガッゾ 82分 (pen.) · アルドサリ 90+5分 | レポート | ボルハニ 47分 |

| キング・ファハド国際スタジアム, リヤド 観客数: 4,100人 主審: ナワフ・シュクララ |

| 2014年4月23日 21:00 UTC+4:30 |

| エステグラル                | 3 - 1    | アル・ラーヤン     |
| ケベ 54分, 73分 · ガジ 60分 | レポート | F・ハルファン 81分 |

| アザディ・スタジアム, テヘラン 観客数: 330人 主審: モフド・アミリル・イズマン・ビン・ヤーコブ |

| 2014年4月23日 20:30 UTC+3 |

| アル・ジャジーラ  | 1 - 2    | アル・シャバブ          |
| サリム・アリ 58分 | レポート | アルルワイリ 35分, 89分 |

| ムハンマド・ビン・ザーイド・スタジアム, アブダビ 観客数: 2,952人 主審: 當麻政明 |

#### グループB
| チーム           | 試 | 勝 | 分 | 敗 | 得 | 失 | 差 | 点 |
| ---------------- | -- | -- | -- | -- | -- | -- | -- | -- |
| フーラード       | 6  | 4  | 2  | 0  | 11 | 3  | +8 | 14 |
| ブニョドコル     | 6  | 2  | 2  | 2  | 7  | 7  | 0  | 8  |
| アル・ジャイシュ | 6  | 2  | 2  | 2  | 6  | 6  | 0  | 8  |
| アル・ファティフ | 6  | 0  | 2  | 4  | 3  | 11 | −8 | 2  |

| 2014年2月25日 20:00 UTC+3 |

| アル・ファティフ | 0 - 0    | ブニョドコル |
|                  | レポート |              |

| アブドゥッラー・ビン・ジャラウィー・スタジアム, アル＝ハサー 観客数: 13,200人 主審: 金東進 |

| 2014年2月25日 20:00 UTC+3 |

| アル・ジャイシュ | 0 - 0    | フーラード |
|                  | レポート |            |

| アブドゥッラー・ビン・ハリーファ・スタジアム, ドーハ 観客数: 5,417人 主審: 金相佑 |

| 2014年3月11日 16:30 UTC+3:30 |

| フーラード               | 1 - 0    | アル・ファティフ |
| ラフマーニー 68分 (pen.) | レポート |                  |

| ガディール・スタジアム, アフヴァーズ 観客数: 37,391人 主審: 佐藤隆治 |

| 2014年3月11日 17:00 UTC+5 |

| ブニョドコル      | 1 - 2    | アル・ジャイシュ      |
| パルダエフ 90+3分 | レポート | ニウマール 34分, 69分 |

| ブニョドコル・スタジアム, タシュケント 観客数: 3,600人 主審: 當麻政明 |

| 2014年3月19日 20:00 UTC+3 |

| アル・ファティフ | 0 - 0    | アル・ジャイシュ |
|                  | レポート |                  |

| アブドゥッラー・ビン・ジャラウィー・スタジアム, アル＝ハサー 観客数: 5,000人 主審: モハメド・アル・ザルーニ |

| 2014年3月19日 18:00 UTC+5 |

| ブニョドコル        | 1 - 1    | フーラード         |
| ショディエフ 90+2分 | レポート | A・キャラミー 74分 |

| ブニョドコル・スタジアム, タシュケント 観客数: 1,950人 主審: アリ・シャバン |

| 2014年4月1日 17:30 UTC+4:30 |

| フーラード  | 1 - 0    | ブニョドコル |
| ヴァリ 77分 | レポート |              |

| ガディール・スタジアム, アフヴァーズ 観客数: 24,175人 主審: モハメド・アル・ザルーニ |

| 2014年4月1日 19:00 UTC+3 |

| アル・ジャイシュ                         | 2 - 0    | アル・ファティフ |
| ニウマール 58分 (pen.) · ファーイズ 89分 | レポート |                  |

| アブドゥッラー・ビン・ハリーファ・スタジアム, ドーハ 観客数: 5,024人 主審: ナゴル・アミル・ヌール・モハメド |

| 2014年4月16日 17:30 UTC+4:30 |

| フーラード                                          | 3 - 1    | アル・ジャイシュ |
| ラフマーニー 21分 · レザイー 45分 · ペレイラ 90+3分 | レポート | ニウマール 10分  |

| ガディール・スタジアム, アフヴァーズ 観客数: 38,452人 主審: 東城穣 |

| 2014年4月16日 18:00 UTC+5 |

| ブニョドコル                                              | 3 - 2    | アル・ファティフ                  |
| ゾテエフ 43分 · ショディエフ 83分 · ラフマトゥラエフ 85分 | レポート | サロモ 68分 · アル・ハムダン 79分 |

| ブニョドコル・スタジアム, タシュケント 観客数: 2,150人 主審: コ・ヒョンジン |

| 2014年4月23日 20:15 UTC+3 |

| アル・ファティフ | 1 - 5    | フーラード                                                             |
| ナフリー 62分    | レポート | ペレイラ 10分, 36分 (pen.), 44分 (pen.) · レザイー 78分, 90+4分 (pen.) |

| アブドゥッラー・ビン・ジャラウィー・スタジアム, アル＝ハサー 観客数: 300人 主審: クリス・ビース |

| 2014年4月23日 20:15 UTC+3 |

| アル・ジャイシュ | 1 - 2    | ブニョドコル                      |
| ムンタリ 52分    | レポート | シモネンコ 13分 · ラシドフ 90+4分 |

| アブドゥッラー・ビン・ハリーファ・スタジアム, ドーハ 観客数: 5,184人 主審: モハメド・カシム |

#### グループC
| チーム           | 試 | 勝 | 分 | 敗 | 得 | 失 | 差 | 点 |
| ---------------- | -- | -- | -- | -- | -- | -- | -- | -- |
| アル・アイン     | 6  | 3  | 2  | 1  | 14 | 7  | +7 | 11 |
| アル・イテハド   | 6  | 3  | 1  | 2  | 8  | 6  | +2 | 10 |
| レフウィヤ       | 6  | 2  | 1  | 3  | 5  | 10 | −5 | 7  |
| トラークトゥール | 6  | 1  | 2  | 3  | 4  | 9  | −5 | 5  |

| 2014年2月26日 20:00 UTC+4 |

| アル・アイン                | 2 - 1    | レフウィヤ    |
| ディアキ 13分 · ギャン 65分 | レポート | ヴァイス 40分 |

| タハヌーン・ビン・モハメド・スタジアム, アル・アイン 観客数: 4,936人 主審: ピーター・グリーン |

| 2014年2月26日 16:00 UTC+3:30 |

| トラークトゥール      | 1 - 0    | アル・イテハド |
| アンサリファルド 82分 | レポート |                |

| ヤデガレ・エマーム・スタジアム, タブリーズ 観客数: 35,420人 主審: 廖國文 |

| 2014年3月12日 20:20 UTC+3 |

| アル・イテハド          | 2 - 1    | アル・アイン |
| ファッラータ 68分, 75分 | レポート | ギャン 38分  |

| アブドゥッラー・アル・ファイサル・スタジアム, ジッダ 観客数: 16,571人 主審: キム・ジョンヒョク |

| 2014年3月12日 18:30 UTC+3 |

| レフウィヤ | 0 - 0    | トラークトゥール |
|            | レポート |                  |

| アブドゥッラー・ビン・ハリーファ・スタジアム, ドーハ 観客数: 2,477人 主審: 金東進 |

| 2014年3月18日 20:15 UTC+4 |

| アル・アイン                                     | 3 - 1    | トラークトゥール    |
| ギャン 16分, 73分 · M・アブドゥッラフマーン 37分 | レポート | ファフレディニ 42分 |

| タハヌーン・ビン・モハメド・スタジアム, アル・アイン 観客数: 7,103人 主審: 飯田淳平 |

| 2014年3月18日 18:30 UTC+3 |

| レフウィヤ                               | 2 - 0    | アル・イテハド |
| セバスティアン 22分 · 南泰煕 79分 (pen.) | レポート |                |

| アブドゥッラー・ビン・ハリーファ・スタジアム, ドーハ 観客数: 3,382人 主審: 山本雄大 |

| 2014年4月2日 20:30 UTC+3 |

| アル・イテハド                              | 3 - 1    | レフウィヤ  |
| ファッラータ 16分 · アスィーリー 26分, 79分 | レポート | ラミー 21分 |

| アブドゥッラー・アル・ファイサル・スタジアム, ジッダ 観客数: 15,498人 主審: アブドゥッラー・アル・ヒラリ |

| 2014年4月1日 19:00 UTC+4:30 |

| トラークトゥール                | 2 - 2    | アル・アイン                               |
| ダギギ 20分 · アフマジャデ 61分 | レポート | ギャン 54分 · M・アブドゥッラフマーン 59分 |

| ヤデガレ・エマーム・スタジアム, タブリーズ 観客数: 39,120人 主審: ムハンマド・タキー |

| 2014年4月15日 20:30 UTC+3 |

| アル・イテハド                        | 2 - 0    | トラークトゥール |
| アスィーリー 18分 · ファッラータ 80分 | レポート |                  |

| アブドゥッラー・アル・ファイサル・スタジアム, ジッダ 観客数: 30,405人 主審: ベンジャミン・ウィリアムス |

| 2014年4月15日 18:30 UTC+3 |

| レフウィヤ | 0 - 5    | アル・アイン                                                                         |
|            | レポート | ディアキ 26分 · アレックス 43分 · M・アブドゥッラフマーン 57分 · ギャン 70分, 90+2分 |

| アブドゥッラー・ビン・ハリーファ・スタジアム, ドーハ 観客数: 3,850人 主審: ストレバー・デロフスキー |

| 2014年4月22日 19:30 UTC+4 |

| アル・アイン           | 1 - 1    | アル・イテハド             |
| シャラヒリ 22分 (o.g.) | レポート | アル・ガムディ 36分 (pen.) |

| タハヌーン・ビン・モハメド・スタジアム, アル・アイン 観客数: 8,606人 主審: 金相佑 |

| 2014年4月22日 20:00 UTC+4:30 |

| トラークトゥール | 0 - 1    | レフウィヤ             |
|                  | レポート | ブーゲッラ 73分 (pen.) |

| ヤデガレ・エマーム・スタジアム, タブリーズ 観客数: 1,960人 主審: 王迪 |

#### グループD
| チーム       | 試 | 勝 | 分 | 敗 | 得 | 失 | 差 | 点 |
| ------------ | -- | -- | -- | -- | -- | -- | -- | -- |
| アル・ヒラル | 6  | 2  | 3  | 1  | 12 | 7  | +5 | 9  |
| アル・サッド | 6  | 2  | 2  | 2  | 8  | 14 | −6 | 8  |
| アル・アハリ | 6  | 1  | 4  | 1  | 6  | 6  | 0  | 7  |
| セパハン     | 6  | 2  | 1  | 3  | 9  | 8  | +1 | 7  |

| 2014年2月26日 18:30 UTC+3 |

| アル・サッド                                              | 3 - 1    | セパハン            |
| ハルファン 18分 · ベルハジ 87分 · ロドリゴ・タバタ 90+2分 | レポート | シャリーフィー 78分 |

| ジャシム・ビン・ハマド・スタジアム, ドーハ 観客数: 5,000人 主審: 東城穣 |

| 2014年2月26日 20:25 UTC+3 |

| アル・ヒラル              | 2 - 2    | アル・アハリ                      |
| アルシャムラニ 60分, 74分 | レポート | ヒメネス 53分 · グラフィッチ 58分 |

| キング・ファハド国際スタジアム, リヤド 観客数: 38,520人 主審: ヴァレンティン・コヴァレンコ |

| 2014年3月12日 20:15 UTC+4 |

| アル・アハリ      | 1 - 1    | アル・サッド  |
| グラフィッチ 68分 | レポート | ベルハジ 24分 |

| アール・ラーシド・スタジアム, ドバイ 観客数: 5,749人 主審: 譚海 |

| 2014年3月12日 19:00 UTC+3:30 |

| セパハン                                          | 3 - 2    | アル・ヒラル                                  |
| ブルク 18分 · シャリーフィー 72分 · スカイ 90+1分 | レポート | カスティージョ 28分 · チアゴ・ネーヴィス 33分 |

| フーラッドシャフル・スタジアム, エスファハーン 観客数: 3,250人 主審: ベンジャミン・ウィリアムス |

| 2014年3月19日 18:45 UTC+3 |

| アル・サッド                        | 2 - 2    | アル・ヒラル                    |
| アル・ブルーシ 26分 · ベルハジ 66分 | レポート | チアゴ・ネーヴィス 45+1分, 56分 |

| ジャシム・ビン・ハマド・スタジアム, ドーハ 観客数: 7,761人 主審: 金相佑 |

| 2014年3月19日 19:00 UTC+3:30 |

| セパハン            | 1 - 2    | アル・アハリ                              |
| ファン・ダイク 74分 | レポート | カリル 39分 · アル＝ハンマーディー 90+5分 |

| フーラッドシャフル・スタジアム, エスファハーン 観客数: 6,800人 主審: コ・ヒョンジン |

| 2014年4月1日 20:20 UTC+4 |

| アル・アハリ | 0 - 0    | セパハン |
|              | レポート |          |

| アール・ラーシド・スタジアム, ドバイ 観客数: 7,500人 主審: ラフシャン・イルマトフ |

| 2014年4月1日 20:40 UTC+3 |

| アル・ヒラル                                                                        | 5 - 0    | アル・サッド |
| アル＝カフタニ 3分 (pen.) · アル・デアイェア 28分 · アルシャムラニ 34分, 58分, 62分 | レポート |              |

| キング・ファハド国際スタジアム, リヤド 観客数: 18,321人 主審: 佐藤隆治 |

| 2014年4月15日 20:30 UTC+4 |

| アル・アハリ | 0 - 0    | アル・ヒラル |
|              | レポート |              |

| アール・ラーシド・スタジアム, ドバイ 観客数: 9,400人 主審: キム・ジョンヒョク |

| 2014年4月15日 20:30 UTC+4:30 |

| セパハン                                                         | 4 - 0    | アル・サッド |
| シャリーフィー 48分, 56分 · スカイ 63分 · マージド 90+3分 (o.g.) | レポート |              |

| フーラッドシャフル・スタジアム, エスファハーン 観客数: 6,350人 主審: 金東進 |

| 2014年4月22日 20:50 UTC+3 |

| アル・サッド                            | 2 - 1    | アル・アハリ      |
| ハルファン 34分 · ロドリゴ・タバタ 79分 | レポート | グラフィッチ 15分 |

| ジャシム・ビン・ハマド・スタジアム, ドーハ 観客数: 3,680人 主審: ピーター・グリーン |

| 2014年4月22日 20:50 UTC+3 |

| アル・ヒラル          | 1 - 0    | セパハン |
| アルシャムラニ 45+2分 | レポート |          |

| キング・ファハド国際スタジアム, リヤド 観客数: 49,650人 主審: 西村雄一 |

### 東地区

#### グループE
| チーム                   | 試 | 勝 | 分 | 敗 | 得 | 失 | 差 | 点 |
| ------------------------ | -- | -- | -- | -- | -- | -- | -- | -- |
| 浦項スティーラース       | 6  | 3  | 3  | 0  | 11 | 6  | +5 | 12 |
| セレッソ大阪             | 6  | 2  | 2  | 2  | 10 | 9  | +1 | 8  |
| ブリーラム・ユナイテッド | 6  | 1  | 3  | 2  | 5  | 9  | −4 | 6  |
| 山東魯能                 | 6  | 1  | 2  | 3  | 9  | 10 | −1 | 5  |

| 2014年2月25日 19:30 UTC+9 |

| 浦項スティーラース | 1 - 1    | セレッソ大阪    |
| 裵千– 61分         | レポート | 柿谷曜一朗 11分 |

| 浦項スティールヤード, 浦項 観客数: 10,426人 主審: ベンジャミン・ウィリアムス |

| 2014年2月25日 15:30 UTC+8 |

| 山東魯能    | 1 - 1    | ブリーラム・ユナイテッド |
| 劉彬彬 83分 | レポート | アディサク 90+2分        |

| 済南オリンピックスポーツセンター, 済南 観客数: 26,365人 主審: アリレザ・ファガニー |

| 2014年3月11日 18:00 UTC+7 |

| ブリーラム・ユナイテッド | 1 - 2    | 浦項スティーラース        |
| アディサク 69分          | レポート | 金泰洙 19分 · 金承大 24分 |

| ブリーラム・スタジアム, ブリーラム 観客数: 10,610人 主審: ナワフ・シュクララ |

| 2014年3月11日 19:00 UTC+9 |

| セレッソ大阪    | 1 - 3    | 山東魯能                                       |
| 柿谷曜一朗 84分 | レポート | アロイージオ 5分 · ヴァグネル・ラヴ 26分, 56分 |

| 長居スタジアム, 大阪 観客数: 11,865人 主審: アブドゥッラー・アル・ヒラリ |

| 2014年3月18日 19:30 UTC+9 |

| 浦項スティーラース        | 2 - 2    | 山東魯能                                  |
| 金泰洙 32分 · 金承大 78分 | レポート | ヴァグネル・ラヴ 13分 (pen.), 23分 (pen.) |

| 浦項スティールヤード, 浦項 観客数: 5,368人 主審: アッマル・アル＝ジャネイビ |

| 2014年3月18日 19:00 UTC+9 |

| セレッソ大阪                                             | 4 - 0    | ブリーラム・ユナイテッド |
| 柿谷曜一朗 4分 · 南野拓実 34分, 82分 · フォルラン 90+3分 | レポート |                          |

| 長居スタジアム, 大阪 観客数: 11,259人 主審: アブドゥッラー・バリデー |

| 2014年4月2日 18:00 UTC+7 |

| ブリーラム・ユナイテッド        | 2 - 2    | セレッソ大阪        |
| テーラトン 10分 · スチャオ 41分 | レポート | 山下達也 65分, 88分 |

| ブリーラム・スタジアム, ブリーラム 観客数: 14,029人 主審: ストレバー・デロフスキー |

| 2014年4月2日 19:30 UTC+8 |

| 山東魯能                | 2 - 4    | 浦項スティーラース                                                  |
| 杜威 85分 · 韓鵬 90+3分 | レポート | 高武烈 35分 · 金泰洙 65分 (pen.) · 金承大 71分 · 劉彬彬 83分 (o.g.) |

| 済南オリンピックスポーツセンター, 済南 観客数: 32,817人 主審: ヴァレンティン・コヴァレンコ |

| 2014年4月16日 18:00 UTC+7 |

| ブリーラム・ユナイテッド | 1 - 0    | 山東魯能 |
| 平野甲斐 35分            | レポート |          |

| ブリーラム・スタジアム, ブリーラム 観客数: 14,266人 主審: ヘッティカムカナムジェ・ペレラ |

| 2014年4月16日 19:00 UTC+9 |

| セレッソ大阪 | 0 - 2    | 浦項スティーラース        |
|              | レポート | 李明周 23分 · 金承大 65分 |

| 長居スタジアム, 大阪 観客数: 12,037人 主審: ムハンマド・アブドゥッラー・ハッサン・モハメド |

| 2014年4月23日 20:00 UTC+9 |

| 浦項スティーラース | 0 - 0    | ブリーラム・ユナイテッド |
|                    | レポート |                          |

| 浦項スティールヤード, 浦項 観客数: 3,714人 主審: アブドゥルラフマン・アブドゥ |

| 2014年4月23日 19:00 UTC+8 |

| 山東魯能              | 1 - 2    | セレッソ大阪                      |
| ヴァグネル・ラヴ 19分 | レポート | 柿谷曜一朗 46分 · フォルラン 48分 |

| 済南オリンピックスポーツセンター, 済南 観客数: 26,379人 主審: ファハド・アル・マッリ |

#### グループF
| チーム                         | 試 | 勝 | 分 | 敗 | 得 | 失 | 差 | 点 |
| ------------------------------ | -- | -- | -- | -- | -- | -- | -- | -- |
| FCソウル                       | 6  | 3  | 2  | 1  | 9  | 6  | +3 | 11 |
| サンフレッチェ広島             | 6  | 2  | 3  | 1  | 9  | 8  | +1 | 9  |
| 北京国安                       | 6  | 1  | 3  | 2  | 7  | 8  | −1 | 6  |
| セントラルコースト・マリナーズ | 6  | 2  | 0  | 4  | 4  | 7  | −3 | 6  |

| 2014年2月25日 19:00 UTC+9 |

| サンフレッチェ広島 | 1 - 1    | 北京国安    |
| 千葉和彦 77分      | レポート | 河大成 62分 |

| 広島広域公園陸上競技場, 広島 観客数: 6,021人 主審: ムハンマド・アブドゥッラー・ハッサン・モハメド |

| 2014年2月25日 19:30 UTC+9 |

| FCソウル                           | 2 - 0    | セントラルコースト・マリナーズ |
| オスマル 33分 (pen.) · 尹日録 57分 | レポート |                                |

| ソウルワールドカップ競技場, ソウル 観客数: 6,491人 主審: ファハド・アル＝ミルダーシ |

| 2014年3月11日 19:30 UTC+11 |

| セントラルコースト・マリナーズ | 2 - 1    | サンフレッチェ広島 |
| ステリョフスキー 23分, 32分    | レポート | 塩谷司 21分        |

| セントラルコースト・スタジアム, ゴスフォード 観客数: 2,168人 主審: アブドゥルラフマン・アブドゥ |

| 2014年3月11日 19:30 UTC+8 |

| 北京国安    | 1 - 1    | FCソウル    |
| ウタカ 20分 | レポート | 高余韓 71分 |

| 北京工人体育場, 北京 観客数: 33,813人 主審: バンジャル・アッ＝ドーサリー |

| 2014年3月19日 19:00 UTC+9 |

| サンフレッチェ広島            | 2 - 1    | FCソウル                |
| 髙萩洋次郎 53分 · 塩谷司 79分 | レポート | ラファエル・コスタ 60分 |

| 広島広域公園陸上競技場, 広島 観客数: 6,281人 主審: ヴァレンティン・コヴァレンコ |

| 2014年3月19日 19:30 UTC+8 |

| 北京国安                  | 2 - 1    | セントラルコースト・マリナーズ |
| 邵佳一 45分 · ウタカ 63分 | レポート | フィッツジェラルド 86分 (pen.) |

| 北京工人体育場, 北京 観客数: 32,198人 主審: ナゴル・アミル・ヌール・モハメド |

| 2014年4月1日 19:30 UTC+11 |

| セントラルコースト・マリナーズ | 1 - 0    | 北京国安 |
| セイプ 73分                    | レポート |          |

| セントラルコースト・スタジアム, ゴスフォード 観客数: 3,316人 主審: ヘッティカムカナムジェ・ペレラ |

| 2014年4月1日 19:30 UTC+9 |

| FCソウル                                       | 2 - 2    | サンフレッチェ広島            |
| 尹日録 53分 · ラファエル・コスタ 90+4分 (pen.) | レポート | 野津田岳人 20分 · 黄錫鎬 70分 |

| ソウルワールドカップ競技場, ソウル 観客数: 8,897人 主審: ファハド・アル・マッリ |

| 2014年4月16日 19:30 UTC+10 |

| セントラルコースト・マリナーズ | 0 - 1    | FCソウル                   |
|                                | レポート | ハッチンソン 90+2分 (o.g.) |

| セントラルコースト・スタジアム, ゴスフォード 観客数: 4,118人 主審: アッマル・アル＝ジェネイビ |

| 2014年4月16日 19:30 UTC+8 |

| 北京国安                  | 2 - 2    | サンフレッチェ広島                 |
| 邵佳一 55分 · ゲロン 60分 | レポート | 石原直樹 66分 · 趙和靖 70分 (o.g.) |

| 北京工人体育場, 北京 観客数: 36,738人 主審: マライ・アル・アワジ |

| 2014年4月23日 19:30 UTC+9 |

| サンフレッチェ広島 | 1 - 0    | セントラルコースト・マリナーズ |
| 山岸智 72分        | レポート |                                |

| 広島広域公園陸上競技場, 広島 観客数: 9,778人 主審: ラフシャン・イルマトフ |

| 2014年4月23日 19:30 UTC+9 |

| FCソウル                  | 2 - 1    | 北京国安  |
| 康承助 43分 · 尹柱泰 57分 | レポート | 于洋 88分 |

| ソウルワールドカップ競技場, ソウル 観客数: 9,562人 主審: アリ・アブドゥルナビ |

#### グループG
| チーム                 | 試 | 勝 | 分 | 敗 | 得 | 失 | 差 | 点 |
| ---------------------- | -- | -- | -- | -- | -- | -- | -- | -- |
| 広州恒大               | 6  | 3  | 1  | 2  | 10 | 8  | +2 | 10 |
| 全北現代モータース     | 6  | 2  | 2  | 2  | 8  | 7  | +1 | 8  |
| メルボルン・ビクトリー | 6  | 2  | 2  | 2  | 9  | 9  | 0  | 8  |
| 横浜F・マリノス        | 6  | 2  | 1  | 3  | 7  | 10 | −3 | 7  |

| 2014年2月26日 20:00 UTC+8 |

| 広州恒大                                                  | 4 - 2    | メルボルン・ビクトリー              |
| 黄博文 59分 · ディアマンティ 65分, 85分 · エウケソン 71分 | レポート | コントレラス 37分 · ブロクサム 41分 |

| 天河体育中心体育場, 広州 観客数: 39,841人 主審: アブドゥルラフマン・アブドゥ |

| 2014年2月26日 19:00 UTC+9 |

| 全北現代モータース                         | 3 - 0    | 横浜F・マリノス |
| 李承琪 61分, 69分 · レオナルド 72分 (pen.) | レポート |                 |

| 全州ワールドカップ競技場, 全州 観客数: 8,328人 主審: アブドゥッラー・バリデー |

| 2014年3月12日 19:30 UTC+9 |

| 横浜F・マリノス | 1 - 1    | 広州恒大            |
| 端戸仁 21分     | レポート | ディアマンティ 38分 |

| 横浜国際総合競技場, 横浜 観客数: 12,230人 主審: マライ・アル・アワジ |

| 2014年3月12日 19:30 UTC+11 |

| メルボルン・ビクトリー            | 2 - 2    | 全北現代モータース |
| アンセル 31分 · バルバルセス 80分 | レポート | 李東国 76分, 79分  |

| ドックランズ・スタジアム, メルボルン 観客数: 6,128人 主審: モハメド・アル・ザルーニ |

| 2014年3月18日 20:00 UTC+8 |

| 広州恒大                      | 3 - 1    | 全北現代モータース |
| 郜林 17分, 21分 · 廖力生 61分 | レポート | 李東国 39分        |

| 天河体育中心体育場, 広州 観客数: 39,987人 主審: アブドゥッラー・アル・ヒラリ |

| 2014年3月18日 19:30 UTC+11 |

| メルボルン・ビクトリー | 1 - 0    | 横浜F・マリノス |
| バルバルセス 9分       | レポート |                 |

| ドックランズ・スタジアム, メルボルン 観客数: 6,357人 主審: モフド・アミルル・イズマン・ビン・ヤーコブ |

| 2014年4月2日 19:30 UTC+9 |

| 横浜F・マリノス                             | 3 - 2    | メルボルン・ビクトリー                  |
| 伊藤翔 21分 · 中町公祐 27分 · 兵藤慎剛 89分 | レポート | トロイージ 7分 (pen.) · ジェゴー 90+2分 |

| 横浜国際総合競技場, 横浜 観客数: 7,395人 主審: アッマル・アル＝ジェネイビ |

| 2014年4月2日 19:00 UTC+9 |

| 全北現代モータース | 1 - 0    | 広州恒大 |
| レオナルド 76分    | レポート |          |

| 全州ワールドカップ競技場, 全州 観客数: 18,974人 主審: モフド・アミルル・イズマン・ビン・ヤーコブ |

| 2014年4月15日 19:30 UTC+9 |

| 横浜F・マリノス   | 2 - 1    | 全北現代モータース |
| 齋藤学 64分, 65分 | レポート | 韓教元 7分         |

| 横浜国際総合競技場, 横浜 観客数: 7,110人 主審: ヴァレンティン・コヴァレンコ |

| 2014年4月15日 19:30 UTC+10 |

| メルボルン・ビクトリー           | 2 - 0    | 広州恒大 |
| ミリガン 2分 · トロイージ 90+1分 | レポート |          |

| ドックランズ・スタジアム, メルボルン 観客数: 13,120人 主審: ファハド・アル＝ミルダーシ |

| 2014年4月22日 19:00 UTC+8 |

| 広州恒大              | 2 - 1    | 横浜F・マリノス |
| エウケソン 11分, 38分 | レポート | 齋藤学 85分     |

| 天河体育中心体育場, 広州 観客数: 39,874人 主審: モハメド・アル・ザルーニ |

| 2014年4月22日 20:00 UTC+9 |

| 全北現代モータース | 0 - 0    | メルボルン・ビクトリー |
|                    | レポート |                        |

| 全州ワールドカップ競技場, 全州 観客数: 12,891人 主審: ナワフ・シュクララ |

#### グループH
| チーム               | 試 | 勝 | 分 | 敗 | 得 | 失 | 差 | 点 |
| -------------------- | -- | -- | -- | -- | -- | -- | -- | -- |
| ウェスタン・シドニー | 6  | 4  | 0  | 2  | 11 | 5  | +6 | 12 |
| 川崎フロンターレ     | 6  | 4  | 0  | 2  | 7  | 5  | +2 | 12 |
| 蔚山現代             | 6  | 2  | 1  | 3  | 8  | 10 | −2 | 7  |
| 貴州人和             | 6  | 1  | 1  | 4  | 4  | 10 | −6 | 4  |

| 2014年2月26日 19:30 UTC+11 |

| ウェスタン・シドニー | 1 - 3    | 蔚山現代                                |
| サンタラブ 1分       | レポート | 金信煜 35分 · 高昌賢 43分 · 姜敏壽 66分 |

| パラマタ・スタジアム, パラマタ 観客数: 11,212人 主審: アブドゥッラー・アル・ヒラリ |

| 2014年2月26日 19:00 UTC+9 |

| 川崎フロンターレ | 1 - 0    | 貴州人和 |
| レナト 31分      | レポート |          |

| 等々力陸上競技場, 川崎 観客数: 9,609人 主審: マライ・アル・アワジ |

| 2014年3月12日 20:00 UTC+8 |

| 貴州人和 | 0 - 1    | ウェスタン・シドニー |
|          | レポート | ブリッジ 10分        |

| 貴陽奥林匹克体育中心体育場, 貴陽 観客数: 21,184人 主審: ムハンマド・タキー |

| 2014年3月12日 19:30 UTC+9 |

| 蔚山現代                    | 2 - 0    | 川崎フロンターレ |
| 柳俊秀 84分 · 金信煜 90+3分 | レポート |                  |

| 蔚山文殊サッカー競技場, 蔚山 観客数: 2,535人 主審: アリレザ・ファガニー |

| 2014年3月19日 19:30 UTC+11 |

| ウェスタン・シドニー | 1 - 0    | 川崎フロンターレ |
| ハリティ 3分         | レポート |                  |

| パラマタ・スタジアム, パラマタ 観客数: 9,292人 主審: 呉佳林 |

| 2014年3月19日 19:30 UTC+9 |

| 蔚山現代                 | 1 - 1    | 貴州人和  |
| ラフィーニャ 58分 (pen.) | レポート | 楊昊 87分 |

| 蔚山文殊サッカー競技場, 蔚山 観客数: 3,150人 主審: ファハド・アル・マッリ |

| 2014年4月1日 20:00 UTC+8 |

| 貴州人和                      | 3 - 1    | 蔚山現代    |
| 陳子介 39分, 89分 · 曲波 52分 | レポート | 柳俊秀 34分 |

| 貴陽奥林匹克体育中心体育場, 貴陽 観客数: 16,120人 主審: ムハンマド・アブドゥッラー・ハッサン・モハメド |

| 2014年4月1日 19:00 UTC+9 |

| 川崎フロンターレ              | 2 - 1    | ウェスタン・シドニー |
| 中村憲剛 74分 · 大島僚太 88分 | レポート | ハリティ 24分        |

| 等々力陸上競技場, 川崎 観客数: 10,943人 主審: ファハド・アル＝ミルダーシ |

| 2014年4月15日 20:00 UTC+8 |

| 貴州人和 | 0 - 1    | 川崎フロンターレ |
|          | レポート | 中村憲剛 38分    |

| 貴陽奥林匹克体育中心体育場, 貴陽 観客数: 25,161人 主審: バンジャル・アッ＝ドーサリー |

| 2014年4月15日 19:30 UTC+9 |

| 蔚山現代 | 0 - 2    | ウェスタン・シドニー            |
|          | レポート | ブリッジ 60分 · サンタラブ 80分 |

| 蔚山文殊サッカー競技場, 蔚山 観客数: 2,500人 主審: アブドゥッラー・バリデー |

| 2014年4月22日 20:00 UTC+10 |

| ウェスタン・シドニー                                                                      | 5 - 0    | 貴州人和 |
| コール 7分 · ハリティ 24分 · ムーイ 81分 (pen.) · 小野伸二 85分 · トポル＝スタンリー 88分 | レポート |          |

| パラマタ・スタジアム, パラマタ 観客数: 11,099人 主審: アリレザ・ファガニー |

| 2014年4月22日 19:00 UTC+9 |

| 川崎フロンターレ                            | 3 - 1    | 蔚山現代          |
| 小林悠 32分 · 大久保嘉人 34分 · ジェシ 77分 | レポート | ラフィーニャ 35分 |

| 等々力陸上競技場, 川崎 観客数: 9,338人 主審: ムハンマド・タキー |